# Serra Alta de Palau
La Serra Alta de Palau és una serra situada als municipis d'Olvan, Puig-reig i Sagàs a la comarca del Berguedà, amb una elevació màxima de 596 metres.